# ¿Y ahora qué? (programa de televisión)
El ciclo proporcionará información de manera amena y adaptada a la edad de los espectadores, reconociendo que la educación sexual comienza con la comprensión del sujeto, su cuerpo, sus emociones y sus derechos. Para lograrlo, se utilizarán animaciones, gráficos y escenas de ficción que sean atractivos para el público infantil. Esto les dará a los niños y niñas las herramientas necesarias para fomentar su autonomía y cuidado personal, así como el cuidado de los demás en el contexto de relaciones sociales justas y equitativas, basadas en el respeto a los derechos humanos.

## Elenco de actores
¿Y ahora qué? cuenta con un elenco muy variado que van a partir de los 8 años, todos son residentes de Buenos Aires, Argentina. 
- Diego Vallejos
- Sol del Pueyo
- Renata Beadjement
- María Victoria Colombo
- Tatiana Alen
- Leandro Juárez
- Octavio Tacón Murillo
- Candela Rodríguez
- Matías Tamborelli
- Facundo Tedesco
- Lihuen Carranza
- Lucía Padilla
- María Belén Garabal
- Ivan Pstyga
- Lucía Palacios Acosta
- Sebastián Sonenblum
- Luciana Fernández Diani
- Sebastián Segala
- Maite Buzio
- Nazarena Tignanelli
- Juan Alquati
- Santiago Ianni